# Jeune Femme avec des chats
Jeune Femme avec des chats est une peinture de Lovis Corinth réalisée en 1904 dont le modèle est la femme de Lovis Corinth, Charlotte Berend-Corinth, qui avait alors 24 ans. La signature de Lovis Corinth se trouve dans le haut à droite du tableau.

## Contenu
Charlotte Berend a été représentée de nombreuses fois par Lovis Corinth. Ici il en fait le portrait dans une robe à fleurs et un chapeau fleuri. Le sujet du tableau, la direction de son regard et la façon selon laquelle il est entouré de couleurs rappelle le début de l'impressionnisme français. Mais Corinth articule son portrait plus directement et plus clairement. Le tableau reflète l'intimité de l'artiste avec son modèle. La jeunesse et l'innocence sont soulignés par les deux chatons que Charlotte Berend tient dans les mains.

## Contexte
Charlotte Berend est née le 25 mai 1880 à Berlin. Elle est la seconde fille de l'importateur de laine juif Ernst Berend et de sa femme Hedwig, née Gumpertz. Bien qu'au départ en désaccord, son père a accepté qu'elle suive un enseignement artistique. En 1898, elle a réussi l'examen pour entrer à l'école d'art d'État de la rue du cloître à Stuttgart puis elle a étudié auprès de Maximilian Schäfer. Un an plus tard elle est partie à Berlin pour intégrer l'école du  Musée des arts décoratifs de Berlin et suivre l'enseignement d'Eva Stort et Ludwig Manzel.
À partir de 1901, Charlotte Berend a étudié avec Lovis Corinth, qui avait fondé une école privée de peinture pour jeunes filles et dès 1902, elle est devenue son modèle régulier. Lovis Corinth et Charlotte Berend se sont mariés le 26 mars. Leur fils Thomas Corinth est né en 1904 et leur fille Wilhelmine Corinth en 1909.
Charlotte Berend-Corinth a peint dans un style proche de celui de son mari et est rattachée au mouvement de la Sécession berlinoise. Sa sœur ainée est l'écrivaine Alice Berend. Charlotte Berend-Corinth est aujourd'hui connue pour avoir établi la liste des œuvres de sa sœur.

## Source de la traduction
- (de) Cet article est partiellement ou en totalité issu de l’article de Wikipédia en allemand intitulé « Junge Frau mit Katzen » (voir la liste des auteurs).